# Pajer
Pajer (ros. Пайер) - najwyższy szczyt Uralu Polarnego. Ma wysokość 1472 m n.p.m.